# Tasata reticulata
Tasata reticulata är en spindelart som först beskrevs av Cândido Firmino de Mello-Leitão 1943. 
Tasata reticulata ingår i släktet Tasata och familjen spökspindlar. Inga underarter finns listade i Catalogue of Life.